# CHOSEN SOLDIER
『CHOSEN SOLDIER』（チョーズン ソルジャー）は、2007年10月17日に発売されたISSAの2枚目のシングル。

## 解説
特撮映画作品『仮面ライダー THE NEXT』の主題歌。
ISSAのソロとしては3曲目のシングル。ISSAは、この曲以前にも「Justiφ's」で、特撮テレビドラマ『仮面ライダー555』のオープニングテーマを歌っており、DA PUMPとしては、「Bright! our Future」で『仮面ライダー THE FIRST』の主題歌を担当している。
CDのみとPVを収録したDVD付きの2種類が発売された。なお、PVでは『THE NEXT』の映像が使用されている。
『仮面ライダー THE NEXT』はISSAがショッカーの幹部として出演した『仮面ライダー THE FIRST』の続編であるが、ISSAは『THE NEXT』本編へは出演していない。

## 収録曲
1. CHOSEN SOLDIER
  - 東映ビデオ配給映画『仮面ライダー THE NEXT』主題歌
2. TWELVE O'CLOCK
3. SO DAMAGED
4. SLOW&SNOW
5. CHOSEN SOLDIER -BACK TRACK- （インストゥルメンタル）
6. TWELVE O'CLOCK -BACK TRACK- （インストゥルメンタル）
7. SO DAMAGED -BACK TRACK-（インストゥルメンタル）
8. SLOW&SNOW -BACK TRACK-（インストゥルメンタル）

- 作詞：ISSA(#1,#5)、藤林聖子(#2,3,6,7)、小林奈津美(#4,8)
- 作曲・編曲・サウンドプロデュース：今井大介